# Деревинні матеріали

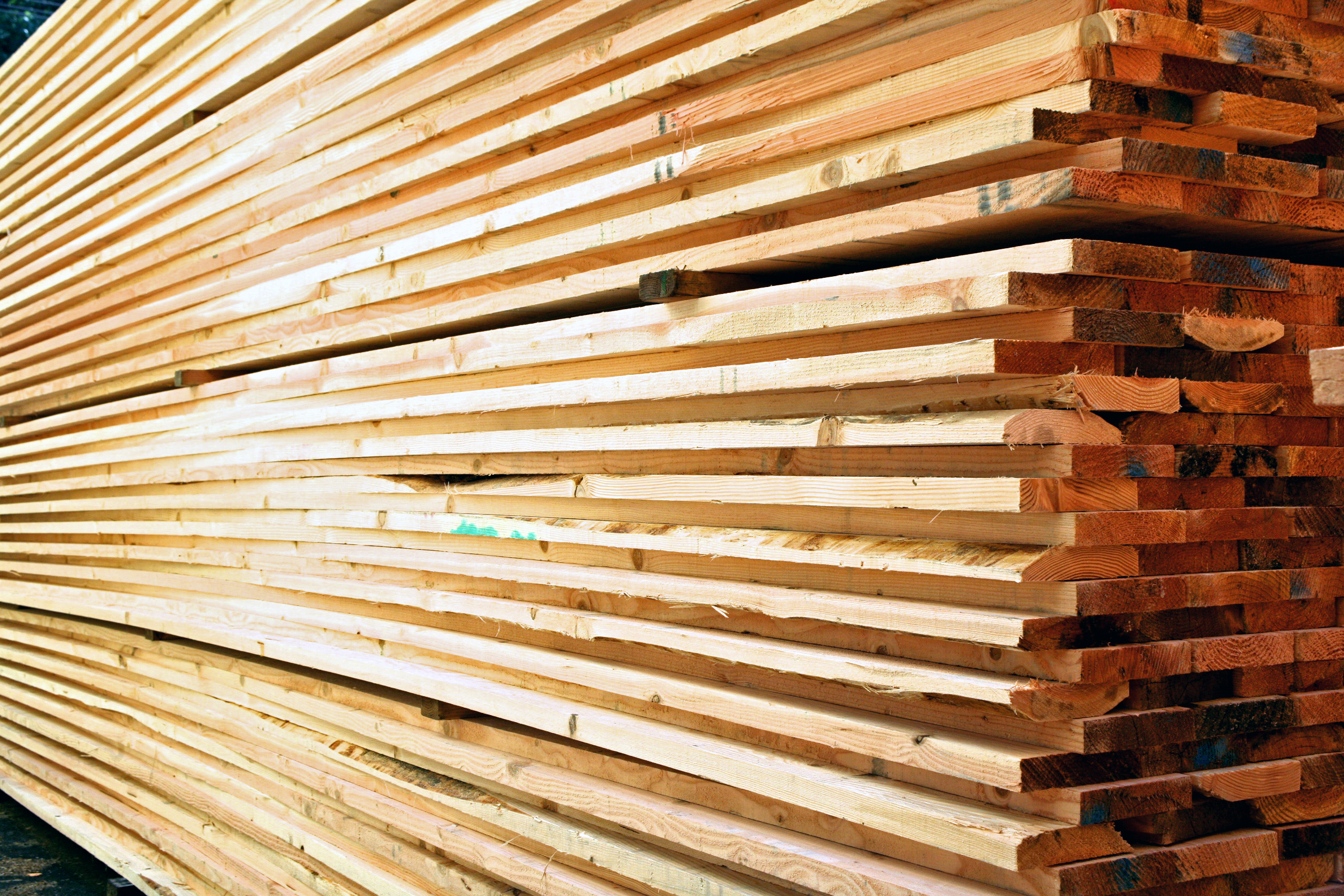
Штабельовані лісоматеріали (пиломатеріали)

Дереви́нні матеріа́ли (англ. wood-based materials) — конструкційні, ізоляційні та виробні матеріали, повністю або частково виготовлені з натуральної деревини.
Порівняно з натуральною деревиною у деревинних матеріалів, підданих спеціальній обробці (пресуванню тощо), кращі експлуатаційні властивості (міцність, вологостійкість тощо), вони меншою мірою анізотропні.
До деревинних матеріалів належать: лісоматеріали, пресована деревина, модифікована деревина, шарувата клеєна деревина та деревинні композити.

## Лісоматеріали

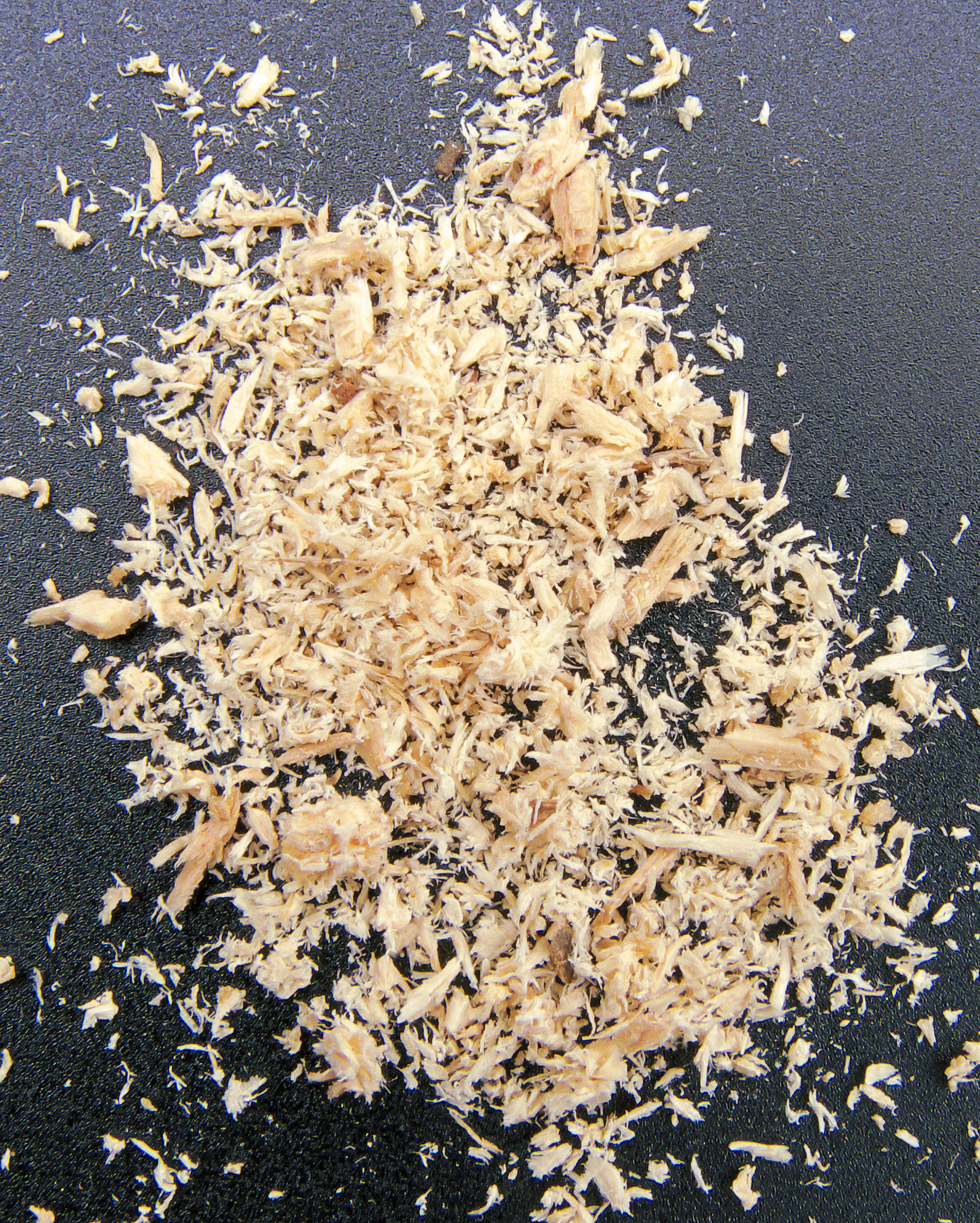
Деревинна стружка

Лісоматеріали — деревинні матеріали, одержані поділом на частини повалених дерев та деревинних колод (уздовж чи впоперек) для подальшого використання чи перероблення і технологічна тріска.
За видом обробки лісоматеріали поділяються на:
- пиломатеріали (стругані і не стругані: дошка, брус тощо);
- подрібнену деревину (тріска, стружка, тирса, деревне борошно);
- лущені лісоматеріали (лущений шпон, сірникова соломка);
- фрезеровані лісоматеріали (підлогова дошка, плінтус, вагонка);
- колоті лісоматеріали;
- круглі лісоматеріали.

## Пресована деревина
Деревина пресована — деревина, піддана стискуванню перпендикулярно до волокон під тиском до 30 МПа (300 кгс/см²). Щільність пресованої деревини 1200…1450 кг/м³. Залежно від способу пресування розрізняють пресовану деревину, що отримана однобічним, двостороннім і контурним ущільненням. Однобічне ущільнення виробляється пресуванням брусків деревини упоперек волокон в одному напрямі, двостороннє — у двох напрямах. Другим способом досягається вища щільність. Контурне ущільнення здійснюється втискуванням циліндрової заготовки деревини в металевий циліндр меншого діаметра. Границя міцності пресованої деревини при статичному згині й стискуванні уздовж волокон, а також твердість торцевої поверхні вища, ніж у натуральної деревини, у 2…3 рази. У промисловості вона замінює чорні і кольорові метали, текстоліт. З пресованої деревини виготовляють човники ткацьких верстатів, вальниці ковзання, що працюють в абразивному середовищі тощо.

## Модифікована деревина
Модифікована деревина — деревина, оброблена певною хімічною речовиною (синтетичною смолою, аміаком тощо) з метою підвищення її механічних властивостей та додання водостійкості. У більшості випадків просочення деревини здійснюється під тиском. Полімеризація або поліконденсація хімічних речовин, що вводяться в деревину (мономерів, олігомерів тощо) досягається термічною обробкою, опроміненням рентгенівськими і α-, β-, γ-променями у присутності каталізаторів. Модифікована деревина порівняно з натуральною має більшу міцність на статичний згин (на 75 %); знижене водопоглинання (у 3…5 разів) і вищу стійкість до абразивного зношування (у 1,5…2 рази). Модифіковану деревину застосовують для виготовлення підшипників ковзання у вузлах сільськогосподарський машин, деталей, що працюють в агресивних середовищах, ливарних моделей і копірів тощо.

## Шарувата клеєна деревина
Шарувата клеєна деревина — матеріал з деревини, отриманий склеюванням шпону, у якого волокна в суміжних відносно один до одного мають заданий напрямок (наприклад, фанера, деревинний шаруватий пластик тощо).

## Деревинні композити

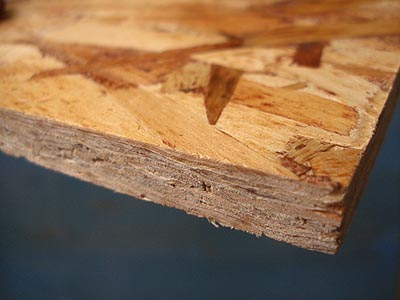
Орієнтовано-стружкова плита

Деревинні композити — деревинні матеріали, що є поєднанням деревини і в'яжучих речовин у тому числі полімерних матеріалів, з додаванням модифікуючи добавок. До цього виду матеріалів належать:
- деревинностружкова (ДСП) — листовий матеріал, виготовлений шляхом гарячого плоского або екструзійного пресування деревних частинок, переважно стружки, змішаних із зв'язуючими, з доданням, при необхідності, спеціальних добавок[8];
- орієнтовано-стружкові плити (ОСП — oriented strand board або OSB) — це багатошарова (3−4 шари) плита, виготовлена з деревинної стружки (в основному соснової) шляхом гарячого пресування під високим тиском з додаванням різних наповнювачів у вигляді водостійких смол, синтетичного воску і борної кислоти. Сама плита складається з трьох-чотирьох шарів, причому стружка у внутрішньому шарі розташовується у поперечному напрямі щодо довжини листа, а в зовнішніх шарах — у поздовжньому. Іншими словами, стружка орієнтована у певному напрямі — звідси і назва плити;

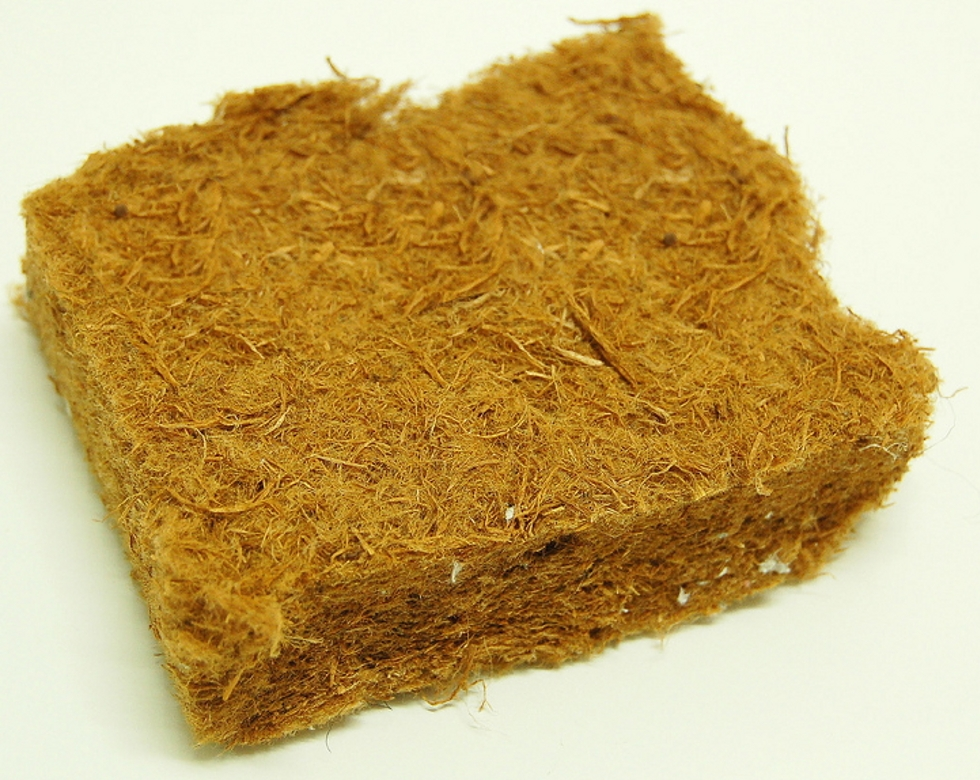
Деревинне волокно

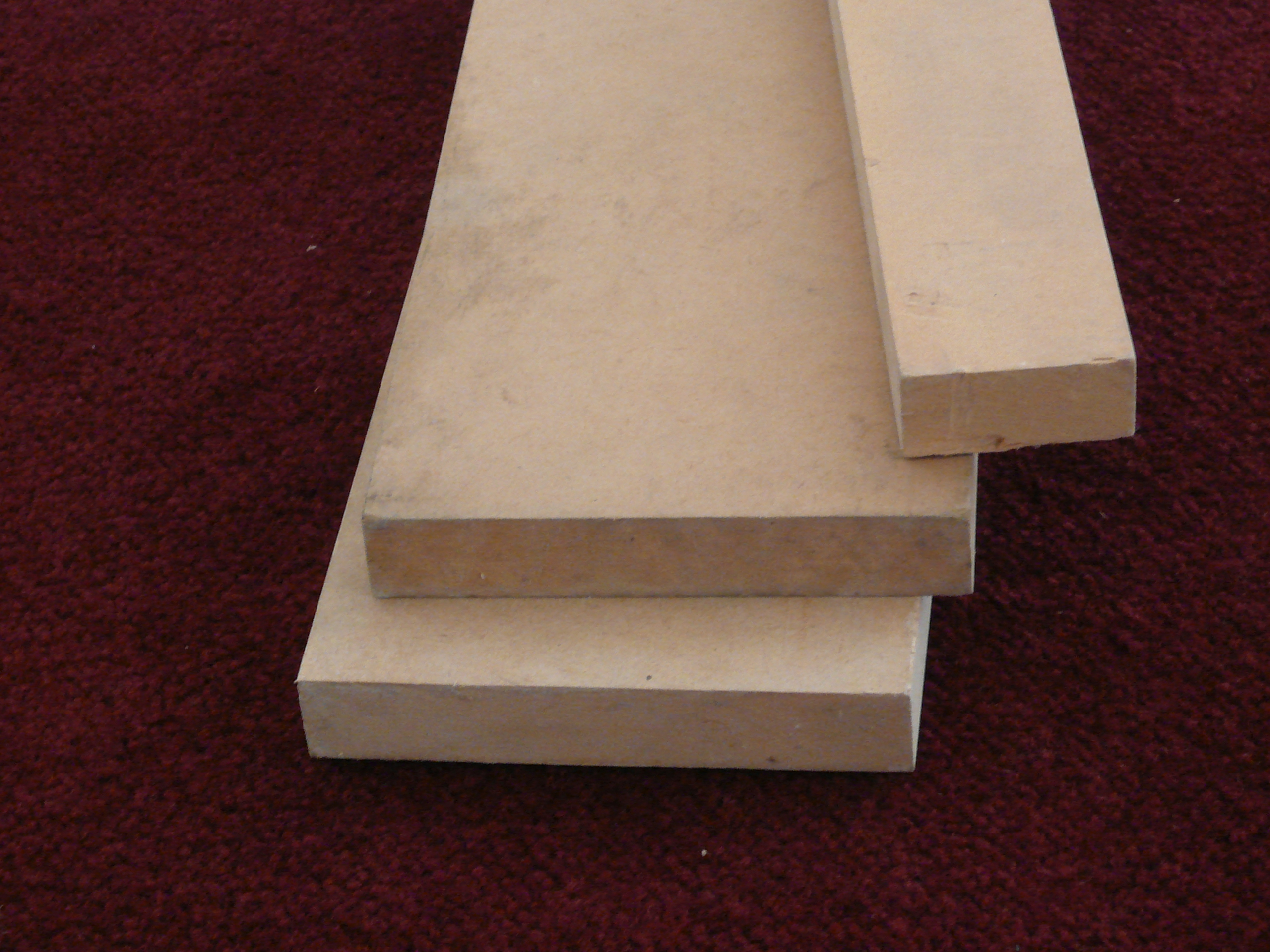
Деревинноволокниста плита середньої щільності

- деревиннволокниста плита (ДВП) — листовий матеріал, виготовлений шляхом гарячого пресування або сушіння килима з деревних волокон з введенням при необхідності сполучних і спеціальних добавок[8]. Матеріалом для виробництва ДВП служить перемелена на волокна деревина, а також відходи деревообробки (стружка, тріска, деревинний пил), які змішують з клеєм і спресовують при високій температурі з додаванням синтетичних смол, парафіну, церезину, антисептиків та інших речовин. Поширеними є також ламіновані ДВП (ЛДВП) та облагороджені ДВП, які отримують шляхом покриття звичайної ДВП спеціальним складом із синтетичних меламінових смол. Такі плити відрізняються високою зносо-, термо- і вологостійкістю. На поверхню ДВП може наноситися малюнок, що імітує структуру дерева. Облагороджені ДВП використовують як оздоблювальний матеріал для стін і стель, а також як внутрішні елементи меблів. Залежно від щільності деревоволокнисті плити поділяють на[8]:
  - надтверді (щільність від 950 до 1100 кг/м³) — відрізняються високою щільністю і служать в основному для покриття підлог або для виготовлення дверей, перегородок, тари;
  - тверді або деревоволокнисті плити середньої щільності (МДФ — англ. Medium Density Fiberboard, MDF) (понад 800 кг/м³) — це плити, отримані в результаті пресування і тиску при високій температурі маленьких частинок деревини. Такі плити просочують спеціальним розчином, завдяки якому вони стають вогнетривкими і вологостійкими. Згодом їм надають потрібну форму на спеціальних верстатах. На відміну від ДСП при виготовленні МДФ не застосовують епоксидну смолу або фенол. Сполучною речовиною у них є лігніни. Лігніни — це природна складова кожної деревини, яка виділяється з неї шляхом нагрівання. МДФ — екологічно чистий матеріал;
  - напівтверді (600…800 кг/м³) або деревоволокнисті плита високої щільності (ХДФ — англ. High Density Fiberboard, HDF) — тонкий листовий матеріал, отриманий методом гарячого пресування подрібнених деревних волокон. Це продукт, аналогічний плиті МДФ, але перевищує її за щільністю. Гладка й однорідна поверхню плити відмінно піддається фарбуванню, тонкому ламінуванню та іншим видам обробки. Плита має високу міцність, легко обробляється, що забезпечує високу точність і якість при виготовленні деталей з ХДФ. Матеріал використовують для виготовлення задніх стінок шаф і тумб, днищ ящиків, заповнення рамкових фасадів, для декоративного оздоблення. У меблевій промисловості використовують плиту ХДФ як без покриття, так і декоровану. У процесі декорування плиту покривають декількома шарами спеціальної фарби, однотонної або такої, яка імітує деревну[9][10] текстуру, і закріплює шаром лаку. Таке покриття надає плиті необхідної естетичності й зносостійкості. Застосовуються для виробництва задніх стінок меблів, висувних ящиків та інших внутрішніх меблевих елементів;
  - м'які від 100 до 400 кг/м³, виготовлені методом сушіння килима, використовуються як ізоляційно-оздоблювальні (250—350 кг/м³) й ізоляційні (до 250 кг/м³). Такі ДВП — характеризуються високою пористістю, малою теплопровідністю і низькою міцністю, тому їх використовують в основному як звуко- і теплоізоляційний матеріал у будівництві;
- деревинні пластики — пластифіковані деревинні матеріали (деревинношаруваті пластики та деревиннопластичні маси), одержувані комплексною механічною, термічною та хімічною обробкою сировини (лущеного шпону, подрібненої деревини тощо);
- деревиннополімерні композити (ДПК або WPC) мають у своєму складі деревинну муку, термопластичний полімер (полівінілхлорид, поліпропілен, або поліетилен) та різні модифікатори (надають готовому виробу особливих властивостей). Процентне співвідношення перших двох компонентів залежить від виробника і класу матеріалу. В основі процесу переробки лежить екструзія — метод отримання виробів з полімеру шляхом продавлювання його в розплавленому вигляді через формувальний отвір переробної машини — екструдера. Рідше використовується лиття під тиском і пресування у прес-формах. Використовуються для отримання виробів (дощок, панелей тощо), призначених експлуатації під прямими сонячними променями, за підвищеної вологості та при значному коливанні температури.